# Dendryphion nitidum
Dendryphion nitidum är en svampart som beskrevs av P. Karst. 1888. Dendryphion nitidum ingår i släktet Dendryphion och familjen Pleosporaceae.   Inga underarter finns listade i Catalogue of Life.